# Comuna de Murowana Goślina
Murowana Goślina (polaco: Gmina Murowana Goślina) é uma gminy (comuna) na Polónia, na voivodia de Grande Polónia e no condado de Poznański. A sede do condado é a cidade de Murowana Goślina.
De acordo com os censos de 2004, a comuna tem 15 528 habitantes, com uma densidade 90,2 hab/km².

## Área
Estende-se por uma área de 172,08 km², incluindo:
- área agricola: 45%
- área florestal: 46%

## Demografia
Dados de 30 de Junho 2004:
|                      | Total   | Total | Mulheres | Mulheres | Homens  | Homens |
| -------------------- | ------- | ----- | -------- | -------- | ------- | ------ |
|                      | pessoas | %     | pessoas  | %        | pessoas | %      |
| População            | 15 528  | 100   | 7839     | 50,5     | 7689    | 49,5   |
| Densidade (pop./km²) | 90,2    | 100   | 45,6     | 45,6     | 44,7    | 44,7   |

De acordo com dados de 2002, o rendimento médio per capita ascendia a 1409,89 zł.

## Comunas vizinhas
- Czerwonak, Kiszkowo, Oborniki, Pobiedziska, Rogoźno, Skoki, Suchy Las